# Ponteginori
Ponteginori is een plaats (frazione) in de Italiaanse gemeente Montecatini Val di Cecina.